# مایومی ساکو
مایومی ساکو (انگلیسی: Mayumi Sako; ۱۳ ژانویهٔ ۱۹۷۸ – ) بازیگر، و صداپیشه اهل ژاپن بود. وی از سال ۱۹۹۸ میلادی تاکنون مشغول فعالیت بوده‌است.